# Сурта, Трофим Романович
Трофи́м Рома́нович Сурта́ — могилёвский летописец конца XVII — начала XVIII веков, первый автор Могилёвской хроники.
Был купеческим старостой, неоднократно избирался в городской магистрат лавником.
Вёл записи исторических событий в Могилёве и соседних территориях, начиная с 1660-х годов и до 1701 года. Хроника Сурты охватывает период с 1526 по 1701 год, наиболее подробно описаны события второй половины XVII века. С осени 1709 года хронику начинает вести Юрий Трубницкий.